# Districtele Rwandei

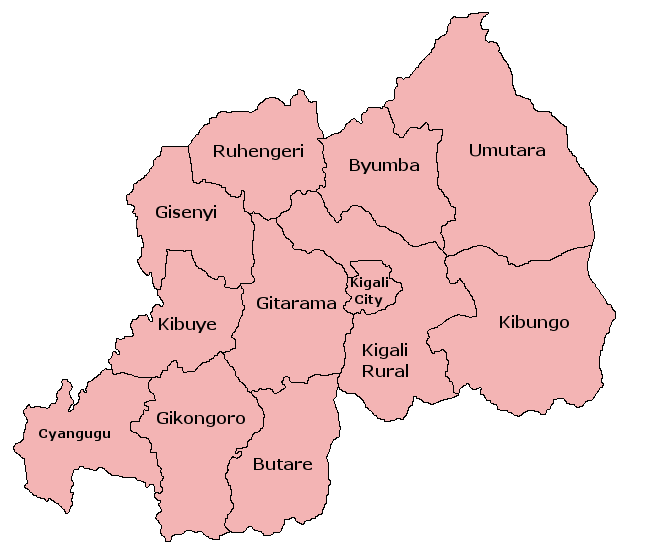
împărţirea administrativă veche

Mai demult Rwanda era împărțită în 12 provincii: Butare, Byumba, Cyangugu, Gikongoro, Gisenyi, Gitarama, Kibungo, Kibuye, Kigali, Kigali Rural, Ruhengeri, Umutara.

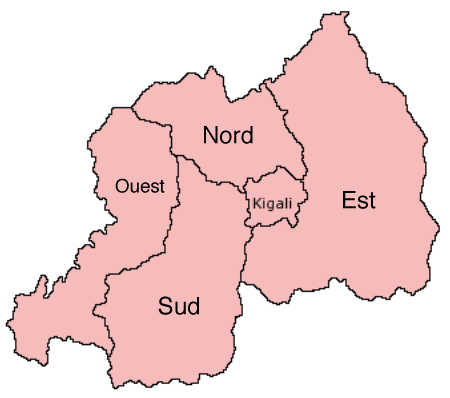
împărţirea administrativă actuală

Din data de 1 ianuarie 2006  Ruanda este alcătuită din cinci provincii:
- Kigali (capitala Kigali)
- Nord (Nord; Byumba)
- Est (Est; Rwamagana)
- Sud (Sud; Nyanza)
- Vest (Ouest; Kibuye)